# グロースハイラート
グロースハイラート (ドイツ語: Großheirath) は、ドイツ、バイエルン州、オーバーフランケン行政管区、コーブルク郡の町村（以下、本項では便宜上「町」と記述する）。

## 地理
グロースハイラートは、コーブルクの南約12kmのイッツ渓谷に位置する。

### 自治体の構成
この町は、公式には7つの地区 (Ort) からなる。このうち小集落や孤立農場などを除く集落を以下に列記する。

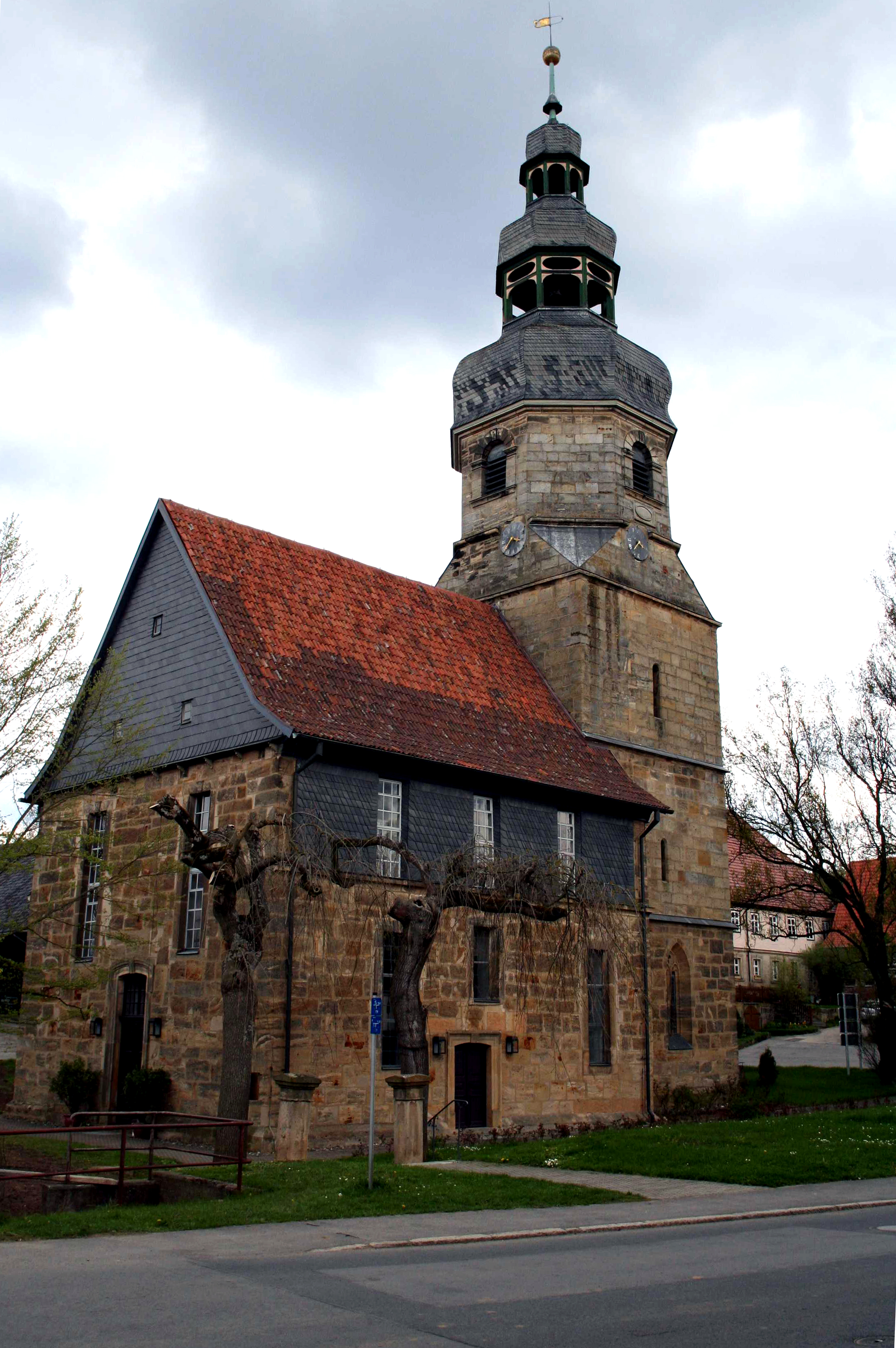
グロスハイラート教会

- ブーヒェンロート
- ゴッセンベルク
- グロースハイラート
- ノイゼス・アン・デア・アイヒェン
- ロサッハ
- ヴァッツェンドルフ

## 歴史
ロサッハ地区は、1126年に初めて記録に現れる。1920年までグロースハイラートは、ザクセン＝コーブルク公国に属した。その後は、バイエルン州に属す。

## 行政

### 地方議会
議会の議席数は14議席。

### 紋章
図柄：青と金で分割された盾型。下半分に地色を越えて、半分だけの水車の輪が描かれている。左上は金地に、青い亜麻の花を3つ（1行目は1つ、次の行には2つ）配置している。右上は、青地に銀色の鍵状のものが描かれている。

## 交通
グロースハイラートはコーブルクとバンベルクを結ぶ連邦道路B4沿いに位置している。この町には、かつてイッツグルント鉄道という鉄道路線があった。（現在は廃線）

## 引用
1. ↑  https://www.statistikdaten.bayern.de/genesis/online?operation=result&code=12411-003r&leerzeilen=false&language=de Genesis-Online-Datenbank des Bayerischen Landesamtes für Statistik Tabelle 12411-003r Fortschreibung des Bevölkerungsstandes: Gemeinden, Stichtag (Einwohnerzahlen auf Grundlage des Zensus 2011)
2. ↑  Bayerische Landesbibliothek Online